# Partia Unii Demokratycznej
Partia Unii Demokratycznej (kurd. Partiya Yekîtiya Demokrat; PYD) – partia polityczna syryjskich Kurdów. Prezydent Turcji Recep Tayyip Erdogan uznał ją za lokalne odgałęzienie Partii Pracujących Kurdystanu, a także organizację terrorystyczną. Takiemu stwierdzeniu sprzeciwiają się rządy państw zachodnich, m.in. Francji i nawołują do nie łączenia tych dwóch organizacji.
Partia wchodzi w skład Ruchu na Rzecz Społeczeństwa Demokratycznego (TEV-DEM).

## Historia
Założona oficjalnie 20 września 2003, jej założycielem oraz przez wiele lat liderem był Salih Muslim. Po wybuchu wojny domowej w Syrii partia zawarła układ o nieagresji z władzami państwowymi pod zwierzchnictwem Baszszara al-Asada, co umożliwiło jej zdominowanie regionów Syrii zamieszkiwanych przez Kurdów. W listopadzie 2013 roku przedstawiciele PYD utworzyli autonomiczny rząd syryjskiego Kurdystanu określany mianem Rożawy.
Podczas kongresu partii, który odbył się w dniach 27-28 września 2017 w miejscowości Rimêlan, na współprzewodniczących partii zostali wybrani Şhahoz Hasan oraz Ayşe Hiso. Zastąpili oni dotychczas piastujących to stanowisko Saliha Muslima oraz Asya Abdullah

## Zbrojne skrzydło
Partia jest zmilitaryzowana, a uzbrojenie i wyszkolenie zapewnia jej Partia Pracujących Kurdystanu. Zbrojnym skrzydłem partii były sformowane w 2004 Powszechne Jednostki Ochrony (YPG). W regularną armię przekształciły się one w 2011 wraz z wybuchem wojny domowej. YPG przestały być formacją podległą PYD w chwili proklamacji regionu autonomicznego Rożawy, od tego czasu stanowią oficjalne siły zbrojne autonomii.

## Ideologia
Ideologia ugrupowania łączy w sobie wiele odłamów myśli lewicowej, jednak za podstawę uznaje się demokratyczny konfederalizm oraz feminizm (w tym kurdyjski odłam – jineologia). Wyraźnie widoczne są również elementy sekularyzmu, ekologii społecznej czy wolnościowego socjalizmu.